# فرد غريفيثز
فرد غريفيثز (بالإنجليزية: Fred Griffiths)‏ هو لاعب كرة قدم بريطاني (وحمل سابقاً جنسية المملكة المتحدة لبريطانيا العظمى وأيرلندا) في مركز حراسة المرمى، ولد في 13 سبتمبر 1873 في المملكة المتحدة، وتوفي في 30 أكتوبر 1917 في باسيندالي في بلجيكا. شارك مع منتخب ويلز لكرة القدم. أما مع النوادي، فقد لعب مع بريستون نورث إيند وتوتنهام هوتسبير ونادي بلاكبول ونادي غيلينغهام ونادي ميدلزبره ونادي ميلوول ووست هام يونايتد.